# Нилан
Нилан — река в районе имени Полины Осипенко Хабаровского края, левый приток Амгуни. Длина — 142 км, площадь водосборного бассейна — 2640 км².
Нилан стекает с восточных склонов хребта Дуссе-Алинь в районе им. Полины Осипенко на границе с Верхнебуреинским районом на высоте более 710 м над уровнем моря. В верховьях течёт преимущественно на восток по межгорной долине до посёлка Попутный, где, приняв слева приток Гонграмакит, поворачивает на юг. В среднем течении, после впадения реки Сивак, устремляется на восток. Долина реки расширяется, берега холмистые. В нижнем течении реку пересекает автотрасса 08К-67 Берёзовый – Бриакан. Перед устьем поворачивает на северо-восток, где берега в значительной степени заболочены и находится упразднённый контрольный пункт связи Нилан. Впадает в Амгунь по левому берегу на абсолютной отметке менее 96 м над уровнем моря, в 420 км от устья Амгуни, к западу от Чукчагирского озера. Ширина реки в нижнем течении составляет 32 м при глубине 0,9 м. Скорость течения в низовьях — 1,2 м/с.

## Основные притоки
Указаны поименованные притоки длиной 20 км и более
| Название    | Расстояние от устья | Длина | Положение |
| ----------- | ------------------- | ----- | --------- |
| Демку       | 18                  | 36    | правый    |
| Берендя     | 66                  | 22    | правый    |
| Эбгунь      | 80                  | 29    | правый    |
| Нилан-Сонах | 88                  | 50    | правый    |
| Бакули      | 104                 | 24    | правый    |
| Гонграмакит | 115                 | 24    | левый     |

## Данные водного реестра
По данным государственного водного реестра России и геоинформационной системы водохозяйственного районирования территории РФ, подготовленной Федеральным агентством водных ресурсов:
- Бассейновый округ — Амурский
- Речной бассейн — Амур
- Речной подбассейн — Амгунь
- Водохозяйственный участок — Амгунь
- Код водного объекта — 20030800112118100083737